# Francesco Papa
Francesco Papa (Bari, 27 luglio 1895 – Genova, 24 marzo 1981) è stato un calciatore italiano, di ruolo difensore.
È spesso citato da almanacchi e repertori statistici come Papa I, per distinguerlo dai fratelli Nicola e Venerino, anch'essi calciatori.

## Biografia
Funzionario delle Ferrovie dello Stato, nel 1922 si trasferì per motivi di lavoro a Torino ed abbandonò il calcio.

## Caratteristiche tecniche
Giocava come terzino, ruolo in cui suppliva con il senso della posizione a una certa staticità, dovuta al fatto che pesava oltre un quintale.

## Carriera
Cresciuto nell'Alessandria, esordisce in prima squadra nell'amichevole contro la F.B.C. Ligure del 13 aprile 1913; rimane come riserva per due stagioni, prima dello scoppio della prima guerra mondiale. Dopo aver disputato diverse amichevoli con l'Alessandria durante il periodo bellico, al termine del conflitto riprende l'attività nell'Alessandrina: anche in questo caso l'attività si limita a partite amichevoli, tra cui quella disputata contro una rappresentativa dell'Esercito inglese, il 26 maggio 1918. Nel 1919 torna a vestire la casacca dei grigi nel campionato di Prima Categoria 1919-1920: disputa tutte le 20 partite giocate dall'Alessandria, tra eliminatorie e semifinali regionali.
Nel 1920, insieme a numerosi altri giocatori dell'Alessandria (tra cui Carlo Bay e Mario Bernetti), si trasferisce al Piacenza, di cui diventa capitano. Resta in forza agli emiliani per due stagioni, entrambe concluse con l'eliminazione già nelle fasi iniziali dei campionati di Prima Categoria.